# アクシャン
アクシャン（ACTIAN）は、ワタナベエンターテインメント所属のお笑いコンビ。1995年結成、2002年8月から活動停止中。

## メンバー
- 杉崎 政宏（すぎさき まさひろ、1974年8月21日（50歳）- ）ボケ担当、神奈川県川崎市出身、東放学園卒
- 安井 順平（やすい じゅんぺい、1974年3月4日（51歳）- ）ツッコミ担当、東京都狛江市生まれ。東京都稲城市育ち。東放学園卒

## 来歴
- 主にコント。東京プロダクション7社対抗ライブで優勝したこともある。
- 活動休止後はそれぞれピンで活動。杉崎は「杉崎真宏」と改名し、役者として活動中だが、2018年頃よりワタナベエンターテインメントを離れフリーとなった。安井は引き続きワタナベエンターテインメントに所属し、ピン芸人および役者として活動中。

## エピソード
- 2011年4月7日に放送された「ゴッドタン」にて「カッコイイサミット」という企画（芸人たちが集まって各々が持ってきた「カッコイイ話」を披露しあうという内容）が放送されたが、その中で劇団ひとりが持ってきたカッコイイ話としてアクシャンが過去に披露したとあるコントが「伝説に残るカッコイイコント」として紹介されていた。因みにひとりはこのコントを番組内で「カッコイイ事言って笑いとるやつの一番カッコイイやつ」「カッコよすぎて俺は笑えなかった」「鳥肌がゾクゾクッてなった」などと語り大絶賛していた。しかし肝心のアクシャンがこのコントを披露しているVTRが全く見つからなかったため[1]、放送当日はひとりが単独でこのコントの内容[2]を再現していた。ところがひとりの熱演とは裏腹に、そのコントの再現を見ていたおぎやはぎ、ダイノジの反応はイマイチであったため全く賛同は得られていなかった。このような2組の反応にひとりはかなり憤慨し、その後他人のカッコイイ話をろくに聞かない（他人が話している時に変顔をして邪魔するなど）などの暴走を行っていた[3]。その後、同年6月23日放送回に同様の企画が行われた際にもひとりはこの「アクシャンのコント」を再現したが、前回同様周りの反応はイマイチだったためまたもや暴走する羽目となった。
  - 上記にもあるようにアクシャンが実際にこのコントを披露しているVTRは見つからなかったため、このコントがいつ、どこで、どの場所で、どのような形で披露されていたのか詳細は2018年現在も未だ不明である。
  - なお、この事と繋がりがあるのかは不明だが、安井はその後2014年10月17日に公開された映画「ゴッドタン キス我慢選手権 THE MOVIE2 サイキックラブ」にメインキャストとして出演を果たしている。

## 出演番組

### テレビ
- そう快!ヒデタミン（フジテレビ）
- A女E女（フジテレビ）
- お笑い向上委員会 笑わせろ!（テレビ朝日）
- 特捜TV!ガブリンチョ（テレビ朝日）
- TVおじゃマンボウ（日本テレビ）
- 笑いの巣（日本テレビ）
- 超爆笑BOOING（関西テレビ）
- ウッチャンナンチャンのウリナリ!!（日本テレビ）
- LOVE NET CAFE（日本テレビ）
- 明石家マンション物語（フジテレビ）
- 爆笑そっくりものまね紅白歌合戦（フジテレビ）
- 笑う子犬の生活（フジテレビ）
- 笑う犬の冒険（フジテレビ）
- ブレイクもの!（フジテレビ）
- ボキャブラ天国（フジテレビ）※キャッチコピーは「帝国の逆襲」
- 爆笑オンエアバトル（NHK総合） 戦績5勝8敗 最高421KB
- とりあえずイイ感じ。（日本テレビ）
- こたえてちょーだい!（フジテレビ）
- 笑軍コロシアム（フジテレビ）
- ブランド☆ア☆ゴーゴー（フジテレビ）

### ラジオ
- RADIO BERRY WEEKEND REQUEST　（RADIO BERRY）4代目パーソナリティ